# Dmitrij Julianovič Sitkoveckij
Dmitrij Julianovič Sitkoveckij, spesso traslitterato Dmitry Sitkovetsky (in russo Дмитрий Юлианович Ситковецкий?; Baku, 27 settembre 1954), è un violinista e direttore d'orchestra sovietico naturalizzato statunitense.

## Biografia
Nasce a Baku, in Azerbaigian (ex Unione Sovietica), figlio del violinista Julian Sitkoveckij e dalla pianista Bella Davidovich. Nel 1958, in seguito alla morte del padre, la famiglia si trasferisce a Mosca. Di lì a poco il giovane Dmitrj inizia a studiare violino; a sette anni entra al Conservatorio di Mosca nella classe di Jurij Jankelevič, con cui studia per i successivi dieci anni. Nel 1966, a soli 12 anni, ottiene il primo premio al Concorso “Concertino” di Praga.
Nel 1977 decide di abbandonare l'Unione Sovietica: dopo essersi fatto schedare come mentalmente instabile, riesce ad emigrare negli Stati Uniti, dove studia alla Juilliard School di New York con Ivan Galamian e Dorothy DeLay. 
Nel 1979 vince la prima edizione del Concorso internazionale "Fritz Kreisler" di Vienna.
Nel 1983 ottiene la nazionalità americana e nel 1987 si trasferisce a Londra.
Nel 1984 ha iniziato ad occuparsi di trascrizioni; l’edizione a stampa della sua versione per trio d’archi delle Variazioni Goldberg (BWV 988) di Bach ha ottenuto subito un grande successo, inoltre dal 1990 si dedica anche alla direzione d'orchestra. 
Sitkovetsky si è esibito, come solista o come direttore, con alcune delle più importanti orchestre del mondo tra cui i Berliner Philharmoniker, New York Philharmonic, Los Angeles Philharmonic, Gewandhaus di Lipsia, Concertgebouw Orchestra e le principali orchestre di Londra, NHK, Chicago, Philadelphia e Cleveland. Si è esibito in diversi festival tra cui quelli di Salisburgo, Lucerna, Edimburgo, Verbier, Istanbul, Newport. 
Oltre ad aver suonato per molti anni in duo con sua madre, ha collaborato con artisti come Martha Argerich, Vladimir Aškenazi, Yuri Bašmet, Lynn Harrell, Evgeny Kissin, Mischa Maisky, Garrick Ohlsson, Vadim Repin e Pavel Gililov. 
Importante il suo contributo alla diffusione della musica contemporanea e di nuovi repertori: ha tenuto a battesimo composizioni di John Casken, Krzystof Meyer, Jakov Jakoulov e Rodion Shchedrin. Ha inoltre proposto spesso in concerto brani di Dutilleux, Penderecki, Schnittke, Pärt, Corigliano, Vasks e Auerbach. 

### Strumenti
Dal 1983 suona lo Stradivari "Reiffenberg” (1717), precedentemente appartenuto a Jaime Laredo e Salvatore Accardo.

## Discografia
Ha realizzato sia come violinista sia come direttore un'ampia discografia che comprende i principali concerti per violino, numerose opere di musica da camera e brani orchestrali. I suoi album sono stati pubblicati da etichette importanti quali Deutsche Grammophone, EMI Classics, Novalis, Virgin Classics e Hänssler Classic.